# Skogs församling, Uppsala stift
Skogs församling är en församling i Hälsinglands södra kontrakt i Uppsala stift. Församlingen ingår i Söderala pastorat och ligger i Söderhamns kommun i Gävleborgs län.

## Administrativ historik
Församlingen bildades 1324 genom utbrytning ur Hanebo församling.
Församlingen var från 1324 till 1 maj 1915 ett eget pastorat. 1 maj bildades Lingbo församling först som kapellag, från 1917 utbruten som kapellförsamling. Skogs församling var därefter från 1915 till 1974 moderförsamling i pastoratet Skog och Lingbo för att från 1974 till 2012 åter utgöra ett eget pastorat. Församlingen ingår sedan 2012 i Söderala pastorat.

## Befolkningsutveckling
| Befolkningsutvecklingen i Skogs församling, Uppsala stift 1900–1990 | Befolkningsutvecklingen i Skogs församling, Uppsala stift 1900–1990 | Befolkningsutvecklingen i Skogs församling, Uppsala stift 1900–1990 | Befolkningsutvecklingen i Skogs församling, Uppsala stift 1900–1990 | Befolkningsutvecklingen i Skogs församling, Uppsala stift 1900–1990 |
| ------------------------------------------------------------------- | ------------------------------------------------------------------- | ------------------------------------------------------------------- | ------------------------------------------------------------------- | ------------------------------------------------------------------- |
|                                                                     |                                                                     |                                                                     |                                                                     |                                                                     |
| År                                                                  |                                                                     |                                                                     | Folkmängd                                                           |                                                                     |
| 1900                                                                | 1900                                                                |                                                                     | 2 846                                                               |                                                                     |
| 1910                                                                | 1910                                                                |                                                                     | 2 694                                                               |                                                                     |
| 1920                                                                | 1920                                                                |                                                                     | 2 901                                                               |                                                                     |
| 1930                                                                | 1930                                                                |                                                                     | 2 794                                                               |                                                                     |
| 1940                                                                | 1940                                                                |                                                                     | 2 585                                                               |                                                                     |
| 1950                                                                | 1950                                                                |                                                                     | 2 203                                                               |                                                                     |
| 1960                                                                | 1960                                                                |                                                                     | 1 842                                                               |                                                                     |
| 1970                                                                | 1970                                                                |                                                                     | 1 361                                                               |                                                                     |
| 1980                                                                | 1980                                                                |                                                                     | 1 238                                                               |                                                                     |
| 1990                                                                | 1990                                                                |                                                                     | 1 184                                                               |                                                                     |
| Anm: Källor: Demografiska databasen, CEDAR, Umeå universitet.       |                                                                     |                                                                     |                                                                     |                                                                     |

## Kyrkor
- Skogs kyrka